# مكرم بن رمضان
مكرم بن رمضان ولد في 27 مارس 1987 في سوسة (تونس). هو لاعب كرة السلة تونسي.

شارك في بطولة كأس العالم لكرة السلة 2010 مع منتخب تونس لكرة السلة.

في أغسطس 2013، انتقل للعب في الدوري الإسباني لكرة السلة مع فريق سي بي مورسيا. في 2015، عاد للعب مع النجم الرياضي الساحلي.

## الجوائز والإنجازات

### مع الفريق
- بطل تونس: 2009، 2011، 2012، 2013.
- فائز بكأس تونس: 2011، 2012، 2013، 2016.
- بطل مصر: 2015.
- فائز بكأس مصر: 2015.
- الميدالية الفضية في كأس أبطال أفريقيا لكرة السلة للأندية 2008 ( تونس).
- الميدالية الذهبية في كأس أبطال أفريقيا لكرة السلة للأندية 2011 ( المغرب).
- الميدالية الذهبية في الكأس العربية للأندية البطلة لكرة السلة 2015 ( الإمارات العربية المتحدة).
- الميدالية الذهبية في الكأس العربية للأندية البطلة لكرة السلة 2016 ( تونس).

### مع المنتخب

#### الألعاب الأولمبية
- المرتبة 11 في الألعاب الأولمبية الصيفية 2012 في لندن ( المملكة المتحدة).

#### ألعاب البحر الأبيض المتوسط
- ميدالية برونزية في ألعاب البحر الأبيض المتوسط 2013 في مرسين ( تركيا).

#### بطولة أمم أفريقيا
- ميدالية برونزية في بطولة أمم أفريقيا لكرة السلة 2009 ( ليبيا).
- ميدالية ذهبية في بطولة أمم أفريقيا لكرة السلة 2011 ( مدغشقر).
- ميدالية ذهبية في بطولة أمم أفريقيا لكرة السلة 2017 ( تونس).

#### كأس الأمم العربية
- الميدالية الذهبية لكأس الأمم العربية لكرة السلة 2009 ( المغرب).

### الجوائز الشخصية
- أفضل لاعب محور في بطولة أمم أفريقيا لكرة السلة 2011.
- أفضل لاعب كأس أبطال أفريقيا لكرة السلة للأندية 2011.
- أفضل لاعب ظهير في كأس أبطال أفريقيا لكرة السلة للأندية 2011.
- أفضل لاعب ارتداد في كأس أبطال أفريقيا لكرة السلة للأندية 2011.
- أفضل هداف في كأس أبطال أفريقيا لكرة السلة للأندية 2011.
- أفضل لاعب في الكأس العربية للأندية البطلة لكرة السلة 2014.
- عين في الخمسة الكبار في كأس أبطال أفريقيا لكرة السلة للأندية 2014.
- أفضل لاعب محور في الدوري المصري لكرة السلة 2015.
- عين في الخمسة الكبار في الدوري المصري لكرة السلة 2015.
- عين في الخمسة الكبار في بطولة أمم أفريقيا لكرة السلة 2015.

## مقالات ذات صلة
- منتخب تونس لكرة السلة

## روابط خارجية
- مكرم بن رمضان على موقع الاتحاد الدولي لكرة السلة (الإنجليزية)
- مكرم بن رمضان على موقع الدوري الإسباني لكرة السلة (الإسبانية)
- مكرم بن رمضان على موقع كرة السلة الأوروبية.كوم (الإنجليزية)
- مكرم بن رمضان على موقع ريلجم (الإنجليزية)
- مكرم بن رمضان على موقع بروبوليرز (الإنجليزية)
- مكرم بن رمضان على موقع سبورتس رفرنس (الإنجليزية)
- مكرم بن رمضان على موقع أوليمبيديا (الإنجليزية)